# Park Butte Lookout
Le Park Butte Lookout est une tour de guet du comté de Whatcom, dans l'État de Washington, dans le nord-ouest des États-Unis. Situé à 1 663 mètres d'altitude dans les North Cascades, il est protégé au sein de la forêt nationale du mont Baker-Snoqualmie à la limite de la Mount Baker National Recreation Area et de la Mount Baker Wilderness. Construit en 1932, il est inscrit au Registre national des lieux historiques depuis le 14 juillet 1987.